# لیگ دسته اول فوتبال ارمنستان ۱۹-۲۰۱۸
لیگ دسته اول فوتبال ارمنستان ۱۹–۲۰۱۸ بیست و هفتمین فصل از زمان تأسیس آن بود. در ۶ اوت ۲۰۱۸ آغاز شد و در ۱۳ ژوئن ۲۰۱۹ به پایان رسید جوانان سوان|جوانان سوان قهرمان شد، با این حال، به دلیل عدم رعایت الزامات فدراسیون فوتبال ارمنستان برای شرکت در مسابقات لیگ برتر فوتبال ارمنستان، به لیگ برتر فوتبال ارمنستان ۲۰–۲۰۱۹ صعود نکرد. در عوض، تیم نایب قهرمان، ایروان|ایروان، به دلیل برآورده کردن الزامات فوق، به لیگ برتر صعود کرد.

## تغییرات تیم
۵ تیم جدید به فصل ۲۰۱۸–۲۰۱۹ لیگ دسته اول ارمنستان پیوسته‌اند:
- ایروان از ایروان، بین سال‌های ۱۹۹۵ تا ۱۹۹۹ فعالیت می‌کرد و در سال ۲۰۱۸ دوباره تأسیس شد.
- لوکوموتیو ایروان از ایروان، بین سال‌های ۲۰۰۲ تا ۲۰۰۵ فعالیت می‌کرد و در سال ۲۰۱۸ دوباره تأسیس شد.
- جوانان سوان از سوان، یک باشگاه تازه تأسیس در ۲۰۱۸.
- بانانتس-۳ از ایروان، در سال ۲۰۱۸ به عنوان تیم سوم بانانتس تشکیل شد.
- آرارات-آرمنیا-۲ از ایروان، در سال ۲۰۱۸ به عنوان تیم ذخیره آرارات-آرمنیا تشکیل شد.

به لیگ برتر فوتبال ارمنستان ۱۹–۲۰۱۸ صعود کرد:
- باشگاه فوتبال لوری به عنوان قهرمان لیگ دسته اول فوتبال ارمنستان ۱۸-۲۰۱۷.
- باشگاه فوتبال نوآ نایب قهرمانی لیگ دسته اول فوتبال ارمنستان ۱۸-۲۰۱۷ .
- آرارات-آرمنیا به عنوان قهرمانی لیگ لیگ دسته اول فوتبال ارمنستان ۱۸-۲۰۱۷

## خلاصه
در مجموع ۱۲ باشگاه وارد این رقابت‌ها شده‌اند که تنها ۴ باشگاه اربونی|اربونی، لوکوموتیو ایروان|لوکوموتیو ایروان، جوانان سوان|جوانان سوان و ایروان|ایروانایروان، واجد شرایط صعود هستند، در حالی که ۸ تیم دیگر، تیم‌های ذخیره باشگاه‌های لیگ برتر فوتبال ارمنستان هستند.
در ۲۸ فوریه ۲۰۱۹، فدراسیون فوتبال ارمنستان حق ادامه رقابت‌های اربونی در بخش دوم لیگ دسته اول فوتبال ارمنستان در فصل ۲۰۱۸–۲۰۱۹ را به حالت تعلیق درآورد و این باشگاه از این رقابت‌ها اخراج و به علاوه ۵۰۰۰۰۰ درام ارمنستان جریمه شد. بازی‌های بخش دوم فصل آنها با نتیجه ۰–۳ به حریفانشان واگذار شد.
اگرچه جوانان سوان|جوانان سوان به عنوان قهرمان شناخته شد، اما به دلیل عدم رعایت الزامات فدراسیون فوتبال ارمنستان برای شرکت در مسابقات لیگ برتر فوتبال ارمنستان، به لیگ برتر فوتبال ارمنستان ۲۰–۲۰۱۹ صعود نکرد. در عوض، ایروان|ایروان، نایب قهرمان، به دلیل برآورده کردن الزامات، به لیگ برتر صعود کرد.

## ورزشگاه‌ها و موقعیت‌ها
۱۲ تیم در مسابقات این فصل شرکت خواهند کرد که از این تعداد، تنها ۴ تیم - ایروان|ایروان، لوکوموتیو ایروان|لوکوموتیو ایروان، جوانان سوان|جوانان سوان و اربونی|اربونی - واجد شرایط صعود به لیگ برتر فوتبال ارمنستان ۲۰–۲۰۱۹ تا پایان مسابقات هستند. ۸ تیم باقیمانده، تیم‌های ذخیره باشگاه‌های فوتبالی هستند که در حال حاضر در مسابقات لیگ برتر ارمنستان شرکت می‌کنند.
| باشگاه           | موقعیت                         | ورزشگاه                                      | گنجایش       |
| ---------------- | ------------------------------ | -------------------------------------------- | ------------ |
| اربونی           | ایروان (ناحیه اربونی)          | ورزشگاه همایاک خاچاطریان                     | 544          |
| جوانان سوان      | دزوراغبیور (استان کوتایک)      | مرکز تمرینی دزوراغبیور1                      | نامشخص       |
| لوکوموتیو ایروان | ایروان (ناحیه شنگاویت)         | ورزشگاه میکا                                 | ۷٬۲۵۰        |
| ایروان           | واغارشاپات                     | آکادمی فوتبال واغارشاپات2                    | نامشخص       |
| آلاشکرت          | دزوراغبیور آشتاراک             | مرکز تمرینی دزوراغبیور ورزشگاه کاساغی مارزیک | نامشخص ۳٬۶۰۰ |
| آرارات ایروان    | دزوراغبیور (استان کوتایک)      | مرکز تمرینی دزوراغبیور                       | نامشخص       |
| آرارات-آرمنیا    | ایروان (ناحیه آوان)            | ورزشگاه آکادمی فوتبال ایروان                 | ۱٬۴۲۸        |
| اورارتو          | ایروان (ناحیه مالاتیا سباستیا) | مرکز تمرینی بانانتس pitch#3                  | ۶۰۰          |
| اورارتو          | ایروان (ناحیه مالاتیا سباستیا) | مرکز تمرینی بانانتس pitch#3                  | ۶۰۰          |
| گاندزاسار کاپان  | کاپان                          | گاندزاسار کاپان                              | نامشخص       |
| پیونیک           | ایروان (ناحیه کنترون)          | ورزشگاه پیونیک                               | ۷۸۰          |
| شیراک            | گیومری                         | ورزشگاه شهر گیومری                           | ۲٬۸۴۴        |

- 1به دلیل ساخت و ساز در حال انجام استادیوم فوتبال سوان جدیدشان، جوانان سوان|سوان، در سوان، تیم جوانان سوان در مرکز تمرینی دزوراغبیور، دزوراغبیور بازی خواهد کرد.
- 2 تیم ایروان به جای ورزشگاه آکادمی فوتبال ایروان، ایروان محل اصلی برگزاری بازی‌ها، در آکادمی فوتبال واغارشاپات، واغارشاپات، بازی خواهند کرد.

### کادر فنی و لباس
| تیم              | رئیس                                                        | مربی                                                                       | کاپیتان          | تولیدکننده لباس | حامی مالی پیراهن |
| ---------------- | ----------------------------------------------------------- | -------------------------------------------------------------------------- | ---------------- | --------------- | ---------------- |
| اربونی           | تیگران آیوازیان                                             | سوادا آرزومانیان (بازی روز ۱ تا ۱۸)                                        | سس تادئوسیان     | جوما            |                  |
| جوانان سوان      | هایک گریگوریان                                              | سرگئی گراسیمتس                                                             | گور مارتیروسیان  | 2K Sport        | DI Group1        |
| لوکوموتیو ایروان | هراچیک کانانیان                                             | واهه گئورگیان (بازی روز ۱ تا ۱۸) آناتولی پیسکووتس (بازی روز ۱۹ و به بعد)   | آرمان زینالیان2  | جیووا           |                  |
| ایروان           | کارن هاروتیونیان                                            | ساموئل سارگسیان                                                            | یوگنی سکوبلیکوف  | نایکی           |                  |
| آلاشکرت          | باگرات ناوویان                                              | سرگئی ارزرومیان                                                            | آرتاشس آراکلیان  | جوما            | باگراتور         |
| آرارات-آرمنیا    | هراچیک کانانیان                                             | تیگران پتروسیانتس                                                          | آلبرت خاچومیان   | جوما            | سامول کاراپتیان  |
| آرارات ایروان    | هراچ یاگان (تا سپتامبر ۲۰۱۸) هراچ گابریلیان (از اکتبر ۲۰۱۸) | گئورگی آندریاسیان (بازی روز ۱ تا ۱۸) آلبرت صافاریان (بازی روز ۱۹ و به بعد) | سرگئی مکرتچیان   | جاکو            |                  |
| اورارتو          | هراچ آقابکیان                                               | آرام هاکوبیان                                                              | اریک وارطانیان   | آدیداس          |                  |
| اورارتو          | هراچ آقابکیان                                               | تیگران آراکلیان                                                            | میکائیل میرزویان | آدیداس          |                  |
| گاندزاسار کاپان  | گارنیک آقابابیان                                            | آشوت مانوچاریان                                                            | تیگران ایوانیان  | آدیداس          | ZCMC             |
| پیونیک           | آرتور سوقومونیان                                            | آلبرت سارگسیان                                                             | ویگن بگویان      | نایکی           |                  |
| شیراک            | آرمان ساهاکیان                                              | تیگران داوتیان                                                             | آرتور آمیریان    | آدیداس          |                  |

۱. ^ در پشت پیراهن.
۲. ^ در پایان نیم فصل اول (بعد از هفته هجدهم مسابقات) تیم را ترک کرد.

## جدول لیگ
| رتبه | تیم              | بازی | برد | مساوی | باخت | گل زده | گل خورده | گل تفاضل | امتیاز | Promotion                                |
| ---- | ---------------- | ---- | --- | ----- | ---- | ------ | -------- | -------- | ------ | ---------------------------------------- |
| ۱    | جوانان سوان (C)  | ۳۳   | ۲۵  | ۶     | ۲    | ۹۰     | ۲۶       | ۶۴+      | ۸۱     |                                          |
| ۲    | ایروان (P)       | ۳۳   | ۲۲  | ۴     | ۷    | ۱۱۲    | ۴۶       | ۶۶+      | ۷۰     | صعود به لیگ برتر فوتبال ارمنستان ۲۰–۲۰۱۹ |
| ۳    | اورارتو          | ۳۳   | ۲۱  | ۷     | ۵    | ۶۵     | ۳۱       | ۳۴+      | ۷۰     |                                          |
| ۴    | آرارات-آرمنیا    | ۳۳   | ۱۸  | ۷     | ۸    | ۷۰     | ۴۰       | ۳۰+      | ۶۱     |                                          |
| ۵    | آلاشکرت          | ۳۳   | ۱۵  | ۱۰    | ۸    | ۶۳     | ۳۹       | ۲۴+      | ۵۵     |                                          |
| ۶    | لوکوموتیو ایروان | ۳۳   | ۱۶  | ۷     | ۱۰   | ۶۱     | ۳۷       | ۲۴+      | ۵۵     |                                          |
| ۷    | پیونیک           | ۳۳   | ۱۱  | ۷     | ۱۵   | ۴۷     | ۵۶       | ۹−       | ۴۰     |                                          |
| ۸    | شیراک            | ۳۳   | ۱۱  | ۴     | ۱۸   | ۳۸     | ۵۶       | ۱۸−      | ۳۷     |                                          |
| ۹    | اورارتو          | ۳۳   | ۹   | ۶     | ۱۸   | ۳۸     | ۵۷       | ۱۹−      | ۳۳     |                                          |
| ۱۰   | گاندزاسار کاپان  | ۳۳   | ۷   | ۶     | ۲۰   | ۴۳     | ۹۴       | ۵۱−      | ۲۷     |                                          |
| ۱۱   | آرارات ایروان    | ۳۳   | ۶   | ۷     | ۲۰   | ۴۰     | ۹۴       | ۵۴−      | ۲۵     |                                          |
| ۱۲   | اربونی           | ۳۳   | ۱   | ۱     | ۳۱   | ۱۲     | ۱۰۳      | ۹۱−      | ۴      |                                          |

## آمارهای فصل

### گلزنان برتر
تا تاریخ ۱۳ ژوئن ۲۰۱۹ مسابقه انجام شده
| رتبه | بازیکن            | باشگاه           | گل‌ها |
| ---- | ----------------- | ---------------- | ---- |
| ۱    | استانیسلاو یفیموف | ایروان           | ۴۶   |
| ۲    | ایوان لاتیشف      | ایروان           | ۱۷   |
| ۲    | مهر هاروتیونیان   | گاندزاسار کاپان  | ۱۷   |
| ۲    | کاراپت مانوکیان   | لوکوموتیو ایروان | ۱۷   |
| ۵    | اریک پطروسیان     | اورارتو          | ۱۶   |
| ۶    | سلطان آکسانوف     | جوانان سوان      | ۱۵   |
| ۷    | احمد جیندویان     | آلاشکرت          | ۱۴   |
| ۸    | آرام کولوزیان     | آرارات-آرمنیا    | ۱۲   |
| ۹    | وارطان باکالیان   | آرارات-آرمنیا    | ۱۱   |
| ۹    | سارگیس مئتویان    | آرارات ایروان    | ۱۱   |
| ۹    | میکائیل میرزویان  | بانانتس-۳        | ۱۱   |